# 숀 레비
숀 애덤 레비(영어: Shawn Adam Levy, 1968년 7월 23일 ~ )는 캐나다의 영화 감독, 프로듀서, 배우이다.

## 작품 목록

### 영화
- 저스트 인 타임 (1997)
- 스타는 괴로워: 더 무비 (2001)
- 빅 팻 라이어 (2002)
- 우리 방금 결혼했어요 (2003)
- 열두명의 웬수들 (2003)
- 핑크 팬더 (2006)
- 박물관이 살아있다! (2006)
- 박물관이 살아있다 2 (2009)
- 브로큰 데이트 (2010)
- 리얼 스틸 (2011)
- 인턴십 (2013)
- 당신 없는 일주일 (2014)
- 박물관이 살아있다: 비밀의 무덤 (2014)
- 프리 가이 (2021)
- 애덤 프로젝트 (2022)
- 데드풀과 울버린 (2024)

### 텔레비전
- 우리가 볼 수 없는 모든 빛 (2023)